# Volker Kempe
Volker Kempe (* 1. Juli 1939 in Berlin) ist ein deutsch-österreichischer ehemaliger Wissenschaftler, Manager und Unternehmer.

## Leben und Ausbildung
Der Sohn eines kaufmännischen Angestellten, den es mit seiner Mutter durch die Kriegswirren nach Brunn, einem Ortsteil von Auerbach im Vogtland, verschlagen hatte, besuchte ab 1953 die Oberschule in Karl-Marx-Stadt. Nach der 11. Klasse wurde er zur Arbeiter-und-Bauern-Fakultät (ABF) nach Halle (Saale) delegiert, wo er sein Abitur machte und sich auf ein Auslandsstudium vorbereitete.
Von 1957 bis 1963 studierte Kempe Physik und Kommunikations-Nachrichtentechnik am Moskauer Energetischen Institut (Московский Энергетический Институт), sein Diplom erhielt er mit Auszeichnung. 1968 reichte er seine Dissertation zum Dr.-Ing. an der Technischen Universität Dresden ein, von der sie mit summa cum laude bewertet wurde. Die Promotion B zum Dr.sc.nat. über die Theorie stochastischer Systeme (zwei Bücher) folgte 1976.
Kempe wurde 1978 Professor für Nachrichten- und Regelungstechnik an der Akademie der Wissenschaften der DDR, zu deren nominiertem Mitglied er 1986 ernannt wurde. Zwei Jahre später wurde er zudem nominiertes Mitglied der Internationalen Akademie der Astronautik (IAA).

## Karriere
Kempe war Mitglied der Sozialistischen Einheitspartei Deutschlands und im April 1986 Delegierter des XI. Parteitages der SED.
Von 1977 bis 1990 war er in der Nachfolge von Horst Völz als Direktor des Zentralinstituts für Kybernetik und Informationsprozesse  der Akademie der Wissenschaften der DDR mit mehr als 600 Mitarbeitern tätig. Von 1990 bis 2003 war er Engineering Manager des multinationaler Halbleiterhersteller ams AG mit Hauptsitz in Premstätten in der Steiermark, Österreich. 2003 gründete er zusammen mit  Hubertus Christ, Herbert Gartner und Jürgen Tittel das MEMS-Unternehmen SensorDynamics AG, das 2011 erfolgreich um 164 Millionen US-Dollar an das  US-amerikanische Unternehmen Maxim Integrated verkauft wurde.
Er ist Autor von über 100 wissenschaftlichen Publikationen und mehr als 20 Patenten, vier wissenschaftlichen Bücher und fünf wissenschaftlichen Anthologien, Herausgeber von vier wissenschaftlichen Journals, Mitglied verschiedener Programmkomitees internationaler Konferenzen, wie z. B. ESSCIRC und DTIP. Seit 2010 ist er Mitglied der Gelehrtengesellschaft Leibniz-Sozietät der Wissenschaften zu Berlin.

## Auszeichnungen
- 1976: Nationalpreises der DDR I. Klasse für Wissenschaft und Technik
- 1982: Nationalpreises der DDR I. Klasse für Wissenschaft und Technik für seinen Anteil an der Schaffung informationstheoretischer und gerätetechnischer Grundlagen für die Auswertung von bildhaften Informationen. Siehe auch Liste der Träger des Nationalpreises der DDR I. Klasse für Wissenschaft und Technik.
- 1987: Ehrentitel Held der Arbeit

## Privates
Kempe ist mit einer gebürtigen Moskauerin verheiratet, die er während seines Studiums kennenlernte. Sie haben zwei Töchter.